# Angelo Walther
Angelo Walther (* 6. November 1928 in Burkhardtsdorf; † 15. März 2012 in Dresden) war ein deutscher Kunsthistoriker und Kustos der Gemäldegalerie Alte Meister.

## Leben
Angelo Walther stammt aus dem sächsischen Erzgebirge, wo er als Sohn des akademischen Malers Richard Walther in Burkhardtsdorf, südlich von Chemnitz, geboren wurde. Von 1937 bis 1947 besuchte er das Realgymnasium, anschließend wirkte er bis 1953 in Thum als Neulehrer. Danach nahm er ein Studium der Kunstgeschichte und Archäologie an den Universitäten Rostock und Leipzig auf, das er mit Diplom 1957 abschloss. Zeitgleich erwarb er das Staatsexamen für Oberstufen-Kunsterzieher.
Nach einer einjährigen Tätigkeit an den Städtischen Kunstsammlungen in Görlitz ging er als Kustos an die Gemäldegalerie Alte Meister nach Dresden, wo er zuletzt als stellvertretender Direktor verantwortlich für die italienischen Gemälde war. Sein Band über die Gemäldegalerie Alte Meister in Dresden erlebte zahlreiche Auflagen und wurde in mehrere Fremdsprachen übersetzt. 1961 promovierte Angelo Walther über August Gaul.
1993 schied Angelo Walther aus dem aktiven Berufsleben aus, blieb aber weiterhin als Buchautor aktiv. 

## Schriften (Auswahl)

### Buchpublikationen
- Correggio. Seemann, Leipzig, 1959, S. 190–195.
- Italienische Meister der Frührenaissance und die Sixtinische Madonna von Raffael. Dresden 1962.
- Venezianische Malerei in der Dresdner Gemäldegalerie. Seemann, Leipzig 1965.
- August Gaul. Künstlerkompendium. Seemann, Leipzig 1973.
- Tintoretto. Reihe Maler und Werk. Verlag der Kunst, Dresden 1973.
- Karl Kröner. Reihe Maler und Werk. Verlag der Kunst, Dresden 1974.
- Tizian. Seemann, Leipzig 1978.
- Tizian. Reihe Maler und Werk. Verlag der Kunst, Dresden 1979.
- Giorgione. Reihe Maler und Werk. Verlag der Kunst, Dresden 1979.
- Rosalba Carriera. Reihe Maler und Werk. Verlag der Kunst, Dresden 1984.
- Bellotto. Reihe Maler und Werk. Verlag der Kunst, Dresden 1984.
- Caspar David Friedrich. Henschel, Berlin 1985.
- Kunstschätze der Medici – Gemälde und Plastiken aus den Uffizien, dem Palazzo Pitti und weiteren Florentiner Sammlungen. Staatliche Museen zu Berlin, 1987.
- Gemäldegalerie Dresden – Alte Meister. Katalog der ausgestellten Werke Gemäldegalerie Alte Meister (Dresden). 9., überarb. u. erg. Aufl. Leipzig 1992.
- Von Göttern, Nymphen und Heroen. Die Mythen der Antike in der bildenden Kunst. Leipzig 1993.
- Bernardo Bellotto genannt Canaletto. Ein Venezianer malte Dresden, Pirna und den Königstein. Dresden 1995.
- Die Mythen der Antike in der bildenden Kunst. Albatros/Patmos, Düsseldorf 2003.
- Raffael – Die Sixtinische Madonna. 2., durchgesetzt. Aufl. Leipzig 2004.

### Aufsätze
- Ein Meisterwerk nach der Restaurierung. In: Dresdner Galerieblätter, Staatliche Kunstsammlungen Dresden, 1959
- Wilhelm Rudolph. In: Dresdner Kunstblätter. 4. Staatliche Kunstsammlungen Dresden, 1960, S. 50–53.
- Die Gemälde von Battista Dossi in der Dresdener Galerie. In: Dresdner Kunstblätter. 6. Staatliche Kunstsammlungen Dresden, 1962, S. 34–40.
- Bilderschicksale von Gemälden in der Gemäldegalerie. In: Dresdner Kunstblätter. 6. Staatliche Kunstsammlungen Dresden, 1962, S. 155–159.
- Angelo Walther: Gaul, Georg August. In: Neue Deutsche Biographie (NDB). Band 6, Duncker & Humblot, Berlin 1964, ISBN 3-428-00187-7, S. 98 (Digitalisat).
- 250 Jahre Gemäldegalerie Dresden. In: Neue Museumskunde, Theorie und Praxis der Museumsarbeit. Verlag Enzyklopädie, Leipzig 1972.
- Zur Erweiterung der italienischen Abteilung in der Sempergalerie. In: Dresdner Kunstblätter. 17. Staatliche Kunstsammlungen Dresden, 1973, S. 144–153.
- Ein weiteres Bild von Mola in der Dresdner Galerie. In: Dresdner Kunstblätter. 23. Staatliche Kunstsammlungen Dresden, 1979, S. 3–13.
- Der Zeitpunkt der Einrichtung der Dresdener Gemäldegalerie im Stallhof. In: Dresdner Kunstblätter. Staatliche Kunstsammlungen Dresden, 1979, S. 108–125.
- Gerettete Meisterwerke: ital. Gemälde In: Dresdner Kunstblätter. 24. Staatliche Kunstsammlungen Dresden, 1980, S. 44–52.
- Zur Hängung der Dresdener Gemäldegalerie zwischen 1765 und 1832. In: Dresdner Kunstblätter. 25. Staatliche Kunstsammlungen Dresden, 1981, S. 76–87.
- Montemezzanos „Empfangsszene“: ein Fresko im Bestand der Gemäldegalerie Alte Meister; dem Stifter Karl August Lingner zu Ehren. In: Dresdner Kunstblätter. 37. Staatliche Kunstsammlungen Dresden, 1993, S. 82–90.

## Auszeichnungen
- 1988: Martin-Andersen-Nexö-Kunstpreis